# Eugnosta deceptana
Eugnosta deceptana es una especie de polilla de la tribu Cochylini, familia Tortricidae. Fue descrita científicamente por Busck en 1907.
Su envergadura es de 13-16 mm. Los adultos vuelan de noviembre a enero y de marzo a agosto, pero también se las ve todo el año en Texas.

## Distribución
Se encuentra en los Estados Unidos (sur de Texas).